# Saint-Léger-de-Rôtes

Saint-Léger-de-Rôtes este o comună în departamentul Eure, Franța. În 1 ianuarie 2022 avea o populație de 456 de locuitori.